# Deuxième circonscription de la Lozère
La deuxième circonscription de la Lozère est de 1958 à 2010 l'une des deux circonscriptions législatives françaises que compte le département de la Lozère (48) situé en région Languedoc-Roussillon. Elle fusionne ensuite avec la première circonscription de la Lozère pour former l'unique circonscription de la Lozère.

## Description géographique et démographique

### De 1958 à 1986
La deuxième circonscription de la Lozère était composée de :
- canton d'Aumont-Aubrac
- canton de La Canourgue
- canton de Chanac
- canton de Fournels
- canton du Malzieu-Ville
- canton de Marvejols
- canton du Massegros
- canton de Meyrueis
- canton de Nasbinals
- canton de Saint-Alban-sur-Limagnole
- canton de Saint-Chély-d'Apcher
- canton de Saint-Germain-du-Teil

Source : Journal Officiel du 14-15 Octobre 1958.

### Depuis 1988
La deuxième circonscription de la Lozère est délimitée par le découpage électoral de la loi no 86-1197 du 24 novembre 1986
, elle regroupe les divisions administratives suivantes :
- Canton d'Aumont-Aubrac : 2 319 habitants.
- Canton de la Canourgue : 3 366 habitants.
- Canton de Chanac : 2 541 habitants.
- Canton de Fournels : 1 370 habitants.
- Canton du Malzieu-Ville : 2 420 habitants.
- Canton de Marvejols : 7 879 habitants.
- Canton du Massegros : 885 habitants.
- Canton de Meyrueis : 1 454 habitants.
- Canton de Nasbinals : 1 267 habitants.
- Canton de Saint-Alban-sur-Limagnole : 2 195 habitants.
- Canton de Saint-Chély-d'Apcher : 6 872 habitants.
- Canton de Saint-Germain-du-Teil : 3 226 habitants.

D'après le recensement annuel de la population française entre 2004 et 2008 ainsi que les chiffres de la population légale française au 1er janvier 2009, réalisés par l'Institut national de la statistique et des études économiques (INSEE), la population totale de cette circonscription est estimée à 35 794 habitants,. C'était la circonscription la moins peuplée de France métropolitaine et la 3e moins peuplée après celle de Saint-Pierre-et-Miquelon et celle de Wallis-et-Futuna.

## Historique des députations
| Législature | Début de mandat | Fin de mandat  | Député                     | Parti politique | Observations |
| ----------- | --------------- | -------------- | -------------------------- | --------------- | --- |
| Ire         | 9 décembre 1958 | 9 octobre 1962 | Henri Trémolet de Villers  | CNIP            | Mandat écourté à la suite d'une dissolution parlementaire décidée par Charles de Gaulle. |
| IIe         | 6 décembre 1962 | 8 février 1966 | Charles de Chambrun        | MRP             | Mandat clos le 9 février 1966 : Charles de Chambrun est nommé secrétaire d'État au commerce extérieur au gouvernement Georges Pompidou. Victor Gouton le remplacera jusqu'à la fin de la législature.                                      |
| IIe         | 9 février 1966  | 2 avril 1967   | Victor Gouton              | Non-inscrit     | Mandat clos le 9 février 1966 : Charles de Chambrun est nommé secrétaire d'État au commerce extérieur au gouvernement Georges Pompidou. Victor Gouton le remplacera jusqu'à la fin de la législature.                                      |
| IIIe        | 3 avril 1967    | 30 mai 1968    | Charles de Chambrun        | Apparenté UDR   | Mandat écourté à la suite d'une dissolution parlementaire décidée par Charles de Gaulle. |
| IVe         | 11 juillet 1968 | 1er avril 1973 | Charles de Chambrun        | Apparenté UDR   | |
| Ve          | 2 avril 1973    | 1er mai 1977   | Jacques Blanc              | RI              | Maire de La Canourgue Mandat clos le 1er mai 1977 : Jacques Blanc est nommé secrétaire d'État à l'Agriculture au gouvernement Raymond Barre. Denis Salaville le remplacera jusqu'à la fin de la législature.                               |
| Ve          | 2 mai 1977      | 2 avril 1978   | Denis Salaville            | RI              | Maire de La Canourgue Mandat clos le 1er mai 1977 : Jacques Blanc est nommé secrétaire d'État à l'Agriculture au gouvernement Raymond Barre. Denis Salaville le remplacera jusqu'à la fin de la législature.                               |
| VIe         | 3 avril 1978    | 22 mai 1981    | Jacques Blanc              | UDF-PR          | Maire de La Canourgue Mandat écourté à la suite d'une dissolution parlementaire décidée par François Mitterrand. |
| VIIe        | 2 juillet 1981  | 1er avril 1986 | Jacques Blanc              | UDF-PR          | Maire de La Canourgue |
| VIIIe       | 2 avril 1986    | 14 mai 1988    | Jacques Blanc              | UDF-PR          | Maire de La Canourgue Président du Conseil régional de Languedoc-Roussillon Proportionnelle par département, pas de député par circonscription. Mandat écourté à la suite d'une dissolution parlementaire décidée par François Mitterrand. |
| IXe         | 23 juin 1988    | 1er avril 1993 | Jacques Blanc              | UDF-PR          | Maire de La Canourgue Président du Conseil régional de Languedoc-Roussillon |
| Xe          | 2 avril 1993    | 21 avril 1997  | Jacques Blanc,             | UDF-PR,         | Maire de La Canourgue Président du Conseil régional de Languedoc-Roussillon Mandat écourté à la suite d'une dissolution parlementaire décidée par Jacques Chirac.                                                                          |
| XIe         | 12 juin 1997    | 18 juin 2002   | Jacques Blanc,             | UDF-DL,         | Maire de La Canourgue Président du Conseil régional de Languedoc-Roussillon Démissionne le 30 septembre 2001 car élu au Sénat |
| XIIe        | 19 juin 2002    | 19 juin 2007   | Pierre Morel-A-L'Huissier, | UMP,            | Maire de Fournels |
| XIIIe       | 20 juin 2007    | 19 juin 2012   | Pierre Morel-A-L'Huissier  | UMP             | Maire de Fournels |

## Historique des élections

### Élections de 1958
| Candidat       | Candidat                      | Parti          | Premier tour | Premier tour | Second tour | Second tour |  |
| Candidat       | Candidat                      | Parti          | Voix         | %            | Voix        | %           |  |
| -------------- | ----------------------------- | -------------- | ------------ | ------------ | ----------- | ----------- |  |
|                | Henri Trémolet de Villers élu | CNIP           | 9 722        | 49,29        | 10 515      | 50,97       |  |
|                | Charles de Chambrun           | MRP            | 8 704        | 44,12        | 9 713       | 47,08       |  |
|                | Marcel Brès                   | PCF            | 1 300        | 6,59         | 402         | 1,95        |  |
|                |                               |                |              |              |             |             |  |
| Inscrits       | Inscrits                      | Inscrits       | 24 708       | 100,00       | 24 715      | 100,00      |  |
| Abstentions    | Abstentions                   | Abstentions    | 4 420        | 17,89        | 3 950       | 15,98       |  |
| Votants        | Votants                       | Votants        | 20 288       | 82,11        | 20 765      | 84,02       |  |
| Blancs et nuls | Blancs et nuls                | Blancs et nuls | 562          | 2,77         | 135         | 0,65        |  |
| Exprimés       | Exprimés                      | Exprimés       | 19 726       | 97,23        | 20 630      | 99,35       |  |

Le suppléant d'Henri Trémolet de Villers était le Docteur Gabriel Gourdon, conseiller général du canton de Saint-Chély-d'Apcher.

### Élections de 1962
| Candidat       | Candidat                          | Parti          | Premier tour | Premier tour | Second tour | Second tour |  |
| Candidat       | Candidat                          | Parti          | Voix         | %            | Voix        | %           |  |
| -------------- | --------------------------------- | -------------- | ------------ | ------------ | ----------- | ----------- |  |
|                | Charles de Chambrun élu           | MRP            | 6 507        | 40,46        | 8 523       | 46,32       |  |
|                | Yves Pillet                       | UNR-UDT        | 4 279        | 26,6         | 5 896       | 32,05       |  |
|                | Henri Trémolet de Villers sortant | CNIP           | 4 012        | 24,94        | 3 044       | 16,54       |  |
|                | Yves Soustelle                    | PCF            | 1 286        | 8            | 936         | 5,09        |  |
|                |                                   |                |              |              |             |             |  |
| Inscrits       | Inscrits                          | Inscrits       | 24 232       | 100,00       | 24 224      | 100,00      |  |
| Abstentions    | Abstentions                       | Abstentions    | 7 588        | 31,31        | 5 591       | 23,08       |  |
| Votants        | Votants                           | Votants        | 16 644       | 68,69        | 18 633      | 76,92       |  |
| Blancs et nuls | Blancs et nuls                    | Blancs et nuls | 560          | 3,36         | 234         | 1,26        |  |
| Exprimés       | Exprimés                          | Exprimés       | 16 084       | 96,64        | 18 399      | 98,74       |  |

Le suppléant de Charles de Chambrun était Victor Gouton, chef d'atelier, conseiller municipal de Saint-Chély-d'Apcher. Victor Gouton remplaça Charles de Chambrun, nommé membre du gouvernement, du 9 février 1966 au 2 avril 1967.

### Élections de 1967
|                | Charles de Chambrun sortant réélu | UD-Ve          | 9 796  | 51,34  |  |  |  |
|                | Jules Roujon                      | CD (PDM)       | 5 509  | 28,87  |  |  |  |
|                | Guy Galvier                       | PCF            | 1 971  | 10,33  |  |  |  |
|                | Christian Bottou                  | Modérés        | 1 805  | 9,46   |  |  |  |
|                |                                   |                |        |        |  |  |  |
| Inscrits       | Inscrits                          | Inscrits       | 22 708 | 100,00 |  |  |  |
| Abstentions    | Abstentions                       | Abstentions    | 3 278  | 14,44  |  |  |  |
| Votants        | Votants                           | Votants        | 19 430 | 85,56  |  |  |  |
| Blancs et nuls | Blancs et nuls                    | Blancs et nuls | 349    | 1,8    |  |  |  |
| Exprimés       | Exprimés                          | Exprimés       | 19 081 | 98,2   |  |  |  |

Le suppléant de Charles de Chambrun était Victor Gouton.

### Élections de 1968
|                | Charles de Chambrun sortant réélu | UDR (URP)      | 14 067 | 76,8   |  |  |  |
|                | André Constans                    | FGDS (SFIO)    | 2 404  | 13,13  |  |  |  |
|                | Guy Galvier                       | PCF            | 1 096  | 5,98   |  |  |  |
|                | Gilbert Robin                     | PSU            | 749    | 4,09   |  |  |  |
|                |                                   |                |        |        |  |  |  |
| Inscrits       | Inscrits                          | Inscrits       | 23 729 | 100,00 |  |  |  |
| Abstentions    | Abstentions                       | Abstentions    | 4 652  | 19,6   |  |  |  |
| Votants        | Votants                           | Votants        | 19 077 | 80,4   |  |  |  |
| Blancs et nuls | Blancs et nuls                    | Blancs et nuls | 761    | 3,99   |  |  |  |
| Exprimés       | Exprimés                          | Exprimés       | 18 316 | 96,01  |  |  |  |

Le suppléant de Charles de Chambrun était Victor Gouton.

### Élections de 1973
|                | Jacques Blanc élu           | RI (URP)       | 9 973  | 53,07  |  |  |  |
|                | Charles de Chambrun sortant | UDR            | 3 496  | 18,6   |  |  |  |
|                | Victor Gouton               | Divers droite  | 2 426  | 12,91  |  |  |  |
|                | Roger Durand                | PS (UGSD)      | 1 623  | 8,64   |  |  |  |
|                | Guy Galvier                 | PCF            | 1 275  | 6,78   |  |  |  |
|                |                             |                |        |        |  |  |  |
| Inscrits       | Inscrits                    | Inscrits       | 23 909 | 100,00 |  |  |  |
| Abstentions    | Abstentions                 | Abstentions    | 4 719  | 19,74  |  |  |  |
| Votants        | Votants                     | Votants        | 19 190 | 80,26  |  |  |  |
| Blancs et nuls | Blancs et nuls              | Blancs et nuls | 397    | 2,07   |  |  |  |
| Exprimés       | Exprimés                    | Exprimés       | 18 793 | 97,93  |  |  |  |

Le suppléant de Jacques Blanc était Denis Salaville, conseiller général du canton de Saint-Amans. Denis Salaville remplaça Jacques Blanc, nommé membre du gouvernement, du 2 mai 1977 au 2 avril 1978.

### Élections de 1978
|                | Jacques Blanc sortant réélu | UDF (PR)       | 13 738 | 62,21  |  |  |  |
|                | Gilbert de Chambrun         | PS             | 5 563  | 25,19  |  |  |  |
|                | Guy Galvier                 | PCF            | 1 233  | 5,58   |  |  |  |
|                | Jean-Marie Bodo             | RPR            | 1 161  | 5,26   |  |  |  |
|                | Sylvie Burte                | LO             | 389    | 1,76   |  |  |  |
|                |                             |                |        |        |  |  |  |
| Inscrits       | Inscrits                    | Inscrits       | 25 963 | 100,00 |  |  |  |
| Abstentions    | Abstentions                 | Abstentions    | 3 669  | 14,13  |  |  |  |
| Votants        | Votants                     | Votants        | 22 294 | 85,87  |  |  |  |
| Blancs et nuls | Blancs et nuls              | Blancs et nuls | 210    | 0,94   |  |  |  |
| Exprimés       | Exprimés                    | Exprimés       | 22 084 | 99,06  |  |  |  |

Le suppléant de Jacques Blanc était Denis Salaville.

### Élections de 1981
|                                                          | Jacques Blanc sortant réélu | UDF (PR)       | 13 297 | 64,42  |  |  |  |
|                                                          | Pierre de Chambrun          | PS             | 6 023  | 29,18  |  |  |  |
|                                                          | Guy Galvier                 | PCF            | 1 076  | 5,21   |  |  |  |
|                                                          | André Garrigues             | PSU            | 246    | 1,19   |  |  |  |
|                                                          |                             |                |        |        |  |  |  |
| Inscrits                                                 | Inscrits                    | Inscrits       | 26 251 | 100,00 |  |  |  |
| Abstentions                                              | Abstentions                 | Abstentions    | 5 275  | 20,09  |  |  |  |
| Votants                                                  | Votants                     | Votants        | 20 976 | 79,91  |  |  |  |
| Blancs et nuls                                           | Blancs et nuls              | Blancs et nuls | 334    | 1,59   |  |  |  |
| Exprimés                                                 | Exprimés                    | Exprimés       | 20 642 | 98,41  |  |  |  |
| Source : Data.gouv.fr et Sud-Ouest du 16 juin 1981, p. 7 |                             |                |        |        |  |  |  |

Le suppléant de Jacques Blanc était Denis Salaville.

### Élections de 1988
|                | Jacques Blanc sortant réélu | UDF (PR) (URC) | 12 830 | 65,23  |  |  |  |
|                | Robert Sicard               | PS             | 4 113  | 20,91  |  |  |  |
|                | Guy Galvier                 | PCF            | 1 507  | 7,66   |  |  |  |
|                | Alain Mathiot               | FN             | 1 219  | 6,2    |  |  |  |
|                |                             |                |        |        |  |  |  |
| Inscrits       | Inscrits                    | Inscrits       | 26 439 | 100,00 |  |  |  |
| Abstentions    | Abstentions                 | Abstentions    | 6 199  | 23,45  |  |  |  |
| Votants        | Votants                     | Votants        | 20 240 | 76,55  |  |  |  |
| Blancs et nuls | Blancs et nuls              | Blancs et nuls | 571    | 2,82   |  |  |  |
| Exprimés       | Exprimés                    | Exprimés       | 19 669 | 97,18  |  |  |  |

Le suppléant de Jacques Blanc était Denis Salaville.

### Élections de 1993
|                | Jacques Blanc sortant réélu | UDF (PR)       | 13 266 | 66,85  |  |  |  |
|                | Alain Bertrand              | PS (ADFP)      | 2 412  | 12,16  |  |  |  |
|                | Guy Galvier                 | PCF            | 1 491  | 7,51   |  |  |  |
|                | Alain Mathiot               | FN             | 1 388  | 6,99   |  |  |  |
|                | Jean-Pierre Bonjean         | Les Verts (EÉ) | 812    | 4,09   |  |  |  |
|                | Denise Cavalie              | LT-LNÉ         | 474    | 2,39   |  |  |  |
|                |                             |                |        |        |  |  |  |
| Inscrits       | Inscrits                    | Inscrits       | 26 468 | 100,00 |  |  |  |
| Abstentions    | Abstentions                 | Abstentions    | 5 714  | 21,59  |  |  |  |
| Votants        | Votants                     | Votants        | 20 754 | 78,41  |  |  |  |
| Blancs et nuls | Blancs et nuls              | Blancs et nuls | 911    | 4,39   |  |  |  |
| Exprimés       | Exprimés                    | Exprimés       | 19 843 | 95,61  |  |  |  |

Le suppléant de Jacques Blanc était Denis Salaville.

### Élections de 1997
|                | Jacques Blanc sortant réélu | UDF (PR)       | 11 176 | 57,12  |  |  |  |
|                | Alain Bertrand              | PS             | 3 375  | 17,25  |  |  |  |
|                | Guy Galvier                 | PCF            | 1 709  | 8,73   |  |  |  |
|                | Alain Mathiot               | FN             | 1 668  | 8,53   |  |  |  |
|                | Christian de Jurquet        | LDI (MPF)      | 833    | 4,26   |  |  |  |
|                | Gérard Breton               | GÉ             | 804    | 4,11   |  |  |  |
|                |                             |                |        |        |  |  |  |
| Inscrits       | Inscrits                    | Inscrits       | 26 593 | 100,00 |  |  |  |
| Abstentions    | Abstentions                 | Abstentions    | 6 100  | 22,94  |  |  |  |
| Votants        | Votants                     | Votants        | 20 493 | 77,06  |  |  |  |
| Blancs et nuls | Blancs et nuls              | Blancs et nuls | 928    | 4,53   |  |  |  |
| Exprimés       | Exprimés                    | Exprimés       | 19 565 | 95,47  |  |  |  |

Le suppléant de Jacques Blanc était Denis Salaville. Jacques Blanc est élu Sénateur le 23 septembre 2001.

### Élections de 2002
|                | Pierre Morel-À-L'Huissier élu | UMP               | 11 172 | 57,38  |  |  |  |
|                | Pascal Poquet                 | PS                | 3 199  | 16,43  |  |  |  |
|                | Jean-François Pardigon        | FN                | 1 249  | 6,41   |  |  |  |
|                | Guy Galvier                   | PCF               | 1 248  | 6,41   |  |  |  |
|                | Isabelle Saint-Hilary         | Divers droite     | 735    | 3,78   |  |  |  |
|                | Pascal Peuch                  | Les Verts         | 481    | 2,47   |  |  |  |
|                | Alain Mathiot                 | MNR               | 333    | 1,71   |  |  |  |
|                | Valérie de Pachtère           | Extrême droite    | 278    | 1,43   |  |  |  |
|                | Valérie Dumas                 | CPNT              | 277    | 1,42   |  |  |  |
|                | Nicolas Chevassus-Au-Louis    | LCR               | 222    | 1,14   |  |  |  |
|                | Chantal Bourdon               | LO                | 118    | 0,61   |  |  |  |
|                | André Lombard                 | Divers écologiste | 87     | 0,45   |  |  |  |
|                | Éliane Lamothe                | Régionaliste (PO) | 71     | 0,36   |  |  |  |
|                |                               |                   |        |        |  |  |  |
| Inscrits       | Inscrits                      | Inscrits          | 27 507 | 100,00 |  |  |  |
| Abstentions    | Abstentions                   | Abstentions       | 7 453  | 27,09  |  |  |  |
| Votants        | Votants                       | Votants           | 20 054 | 72,91  |  |  |  |
| Blancs et nuls | Blancs et nuls                | Blancs et nuls    | 584    | 2,91   |  |  |  |
| Exprimés       | Exprimés                      | Exprimés          | 19 470 | 97,09  |  |  |  |

Le suppléant de Pierre Morel-A-L'Huissier était Jean-Paul Pourquier, conseiller général du canton du Massegros, élu Président du Conseil général en 2004, adjoint au maire du Massegros.

### Élections de 2007
|                | Pierre Morel-À-L'Huissier sortant réélu | UMP            | 12 186 | 63,89  |  |  |  |
|                | Dominique Aulas                         | PS             | 2 864  | 15,02  |  |  |  |
|                | Édith Guccini                           | UDF–MoDem      | 1 278  | 6,7    |  |  |  |
|                | Hélène Doridon                          | PCF            | 796    | 4,17   |  |  |  |
|                | Jean-François Pardigon                  | FN             | 648    | 3,4    |  |  |  |
|                | Joël Yoyotte-Landry                     | PRG            | 561    | 2,94   |  |  |  |
|                | Michel Reix                             | LCR            | 385    | 2,02   |  |  |  |
|                | Thierry Gaches                          | Divers         | 177    | 0,93   |  |  |  |
|                | Chantal Duboulay                        | LO             | 102    | 0,53   |  |  |  |
|                | François-Noël Mas                       | MNR            | 76     | 0,4    |  |  |  |
|                |                                         |                |        |        |  |  |  |
| Inscrits       | Inscrits                                | Inscrits       | 27 563 | 100,00 |  |  |  |
| Abstentions    | Abstentions                             | Abstentions    | 7 999  | 29,02  |  |  |  |
| Votants        | Votants                                 | Votants        | 19 564 | 70,98  |  |  |  |
| Blancs et nuls | Blancs et nuls                          | Blancs et nuls | 491    | 2,51   |  |  |  |
| Exprimés       | Exprimés                                | Exprimés       | 19 073 | 97,49  |  |  |  |

#### Département de la Lozère
- La fiche de l'INSEE de cette circonscription (pour le recensement de 1999): « Tableaux et Analyses de la deuxième circonscription de la Lozère », sur insee.fr, site de l'Institut national de la statistique et des études économiques (consulté le 10 juin 2007) [PDF]

- « Tous les députés du département de la Lozère depuis 1789 », sur assemblee-nationale.fr, site de l'Assemblée nationale française (consulté le 10 juin 2007)

- « Informations contentieuses sur le département de la Lozère (Élections législatives de 2002) »(Archive.org • Wikiwix • Archive.is • Google • Que faire ?), sur conseil-constitutionnel.fr, site du Conseil constitutionnel (consulté le 13 juin 2007)

#### Circonscriptions en France
- « Carte des circonscriptions législatives en France », sur assemblee-nationale.fr, site de l'Assemblée nationale française (consulté le 10 juin 2007)

- « Résultats électoraux officiels en France »(Archive.org • Wikiwix • Archive.is • Google • Que faire ?), sur interieur.gouv.fr, site du ministère de l'Intérieur (France) (consulté le 13 juin 2007)

- Description et Atlas des circonscriptions électorales de France sur http://www.atlaspol.com, Atlaspol, site de cartographie géopolitique, consulté le 13 juin 2007.